# American Statistical Association
L'American Statistical Association (ASA) (Associació d’Estadística dels Estats Units) és la principal organització professional als Estats Units que agrupa estadístics i altres professionals d’àmbits afins.
Va ser fundada el 27 de noviembre de 1839 a Boston, Massachusetts, i és la segona societat professional activa més antiga en els Estats Units (La més antiga és la Massachusetts Medical Society, fundada l’any 1781).
L'ASA ofereix serveis a estadístics, científics i usuaris d’estadístiques de diverses àrees, així com aplicacions acadèmiques. Té la seu a Alexandria (Virginia).
Entre les seves finalitats hi figura el promoure la correcta aplicació de la ciència estadística, en especial mitjançant l'educació en tots els seus nivells, la recerca, els treballs de divulgació i trobades periòdiques.

## Membres
L’ASA té al voltant de 18000 membres que provenen de l’àmbit governamental, de l'acadèmic i del sector privat, i no només dels Estats Units sinó d’arreu. Els membres possibiliten una gran varietat d'activitats: recerca en àrees mèdiques com la Sida, assessorament en riscos mediambientals, desenvolupament de nous fàrmacs terapèutics, exploració espacial, qualitat en la indústria, qüestions socials com pobresa i manca d'habitatge, recerca en qüestions econòmiques, establiment d'estàndards per a ús d'estadístiques a tots els nivells de govern, promoció i desenvolupament de l'educació estadística per al públic i els professionals i impuls de l'ús de mètodes informàtics.
Entre els membres més rellevants de l’ASA hi figuren Florence Nightingale, Alexander Graham Bell, Herman Hollerith, Andrew Carnegie i Martin Van Buren. El primer membre no nord-americà de l'ASA va ser el matemàtic belga Adolphe Quetelet.
Un comitè de l'ASA tria anualment a nous investigadors, estudiants de postgrau i doctorat per subvencionar les seves investigacions. Els candidats han d'haver estat membres durant els últims tres anys però no requereixen ser nominats per ningú. El nombre màxim de beneficiats per any és un terç de l'1 per cent del nombre de membres de ASA.

### Professional estadístic acreditat
Des de l'abril de 2010, ASA ofereix l'estatus de “Professional estadístic acreditat” (“PStat, Accredited Professional Statistician status”) a membres que reuneixin les condicions exigides per l'Associació, que inclouen un grau avançat en Estadística o en un camp relacionat, cinc anys d'experiència documentada i evidència de competència professional. Una llista actualitzada dels membres amb aquest estatus es pot trobar al lloc web de ASA.

## Estructura
L’ASA està organitzada en seccions, capítols i comitès. Els capítols es corresponen amb 78 àrees geogràfiques dels Estats Units i el Canadà. Les seccions són grups d'interès per àrea i per indústria que cobreixen 22 disciplines. Té més de 60 comitès coordinant trobades, publicacions, educació, carreres i altres àrees d'interès per als estadístics.

## Publicacions
ASA edita diverses publicacions científiques:
- Journal of the American Statistical Association (JASA)
- The American Statistician (TAS)
- Journal of Business & Economic Statistics (JBES)
- Journal of Agricultural, Biological, and Environmental Statistics (JABES)
- Journal of Computational and Graphical Statistics (JCGS)
- Technometrics

Publicacions en línia:
- Journal of Statistics Education (JSE)
- Journal of Statistical Software (JSS)

Col·labora amb:
- Current Index to Statistics (CIS)

Publicacions històriques:
- Edward Jarvis, William Brigham and John Wingate Thornton, Memorial Of The American Statistical Association Praying The Adoption Of Measures For The Correction Of Errors In The Census, 1844
- Publications of the American Statistical Association, 1888-1919 (Vols. 1-16)[9] i Quarterly Publications of the American Statistical Association, 1920-1921.[10][4]